# Anonymus virilis
Anonymus virilis is een platworm (Platyhelminthes). De worm is tweeslachtig. De soort leeft in het zoute water.
Het geslacht Anonymus, waarin de platworm wordt geplaatst, wordt tot de familie Anonymidae gerekend. De wetenschappelijke naam van de soort werd voor het eerst geldig gepubliceerd in 1884 door Lang.